# جورجينا كاريراس
جورجينا كاريراس (بالإسبانية: Georgina Carreras)‏ هي لاعبة كرة قدم إسبانية، ولدت في 9 يونيو 1989 في باغور في إسبانيا. شاركت مع منتخب كتالونيا لكرة القدم للسيدات. أما مع النوادي، فقد لعبت مع أتلتيكو مدريد للسيدات.

## وصلات خارجية
- جورجينا كاريراس على موقع الاتحاد الأوربي (الإنجليزية)
- جورجينا كاريراس على موقع قاعدة بيانات كرة القدم.إي يو (الإنجليزية)
- جورجينا كاريراس على موقع Soccerway.com (الإنجليزية)